# Isopogon dawsonii
Isopogon dawsonii (лат.) — кустарник, вид рода Изопогон (Isopogon) семейства Протейные (Proteaceae), эндемик штата Новый Южный Уэльс в Австралии. Кустарник с перистыми листья с узкими сегментами и шаровидными цветочными головками от кремово-жёлтых до серовато-белых цветков.

## Ботаническое описание
Isopogon dawsonii — прямостоячий кустарник высотой от 1 до 3 м, но может достигать 5-6 м. Ветви красновато-коричневые, веточки и листья в молодом возрасте покрыты сероватыми волосками. Листья перистые, 80-120 мм в длину на черешке длиной до 70 мм, с сегментами 1-3 мм в ширину. Цветки расположены в более или менее сферических сидячих цветочных головках диаметром 40-45 мм с перекрывающимися яйцевидными обворачивающими прицветниками у основания соцветия. Цветки 15-18 мм в длину, от кремово-жёлтого до серовато-белого цвета, густо опушённые. Цветение происходит весной. Плоды представляют собой опушённые овальные орехи длиной 2-3 мм, сросшиеся в плодовую головку в форме сферического конуса диаметром 15-18 мм.

Isopogon dawsonii
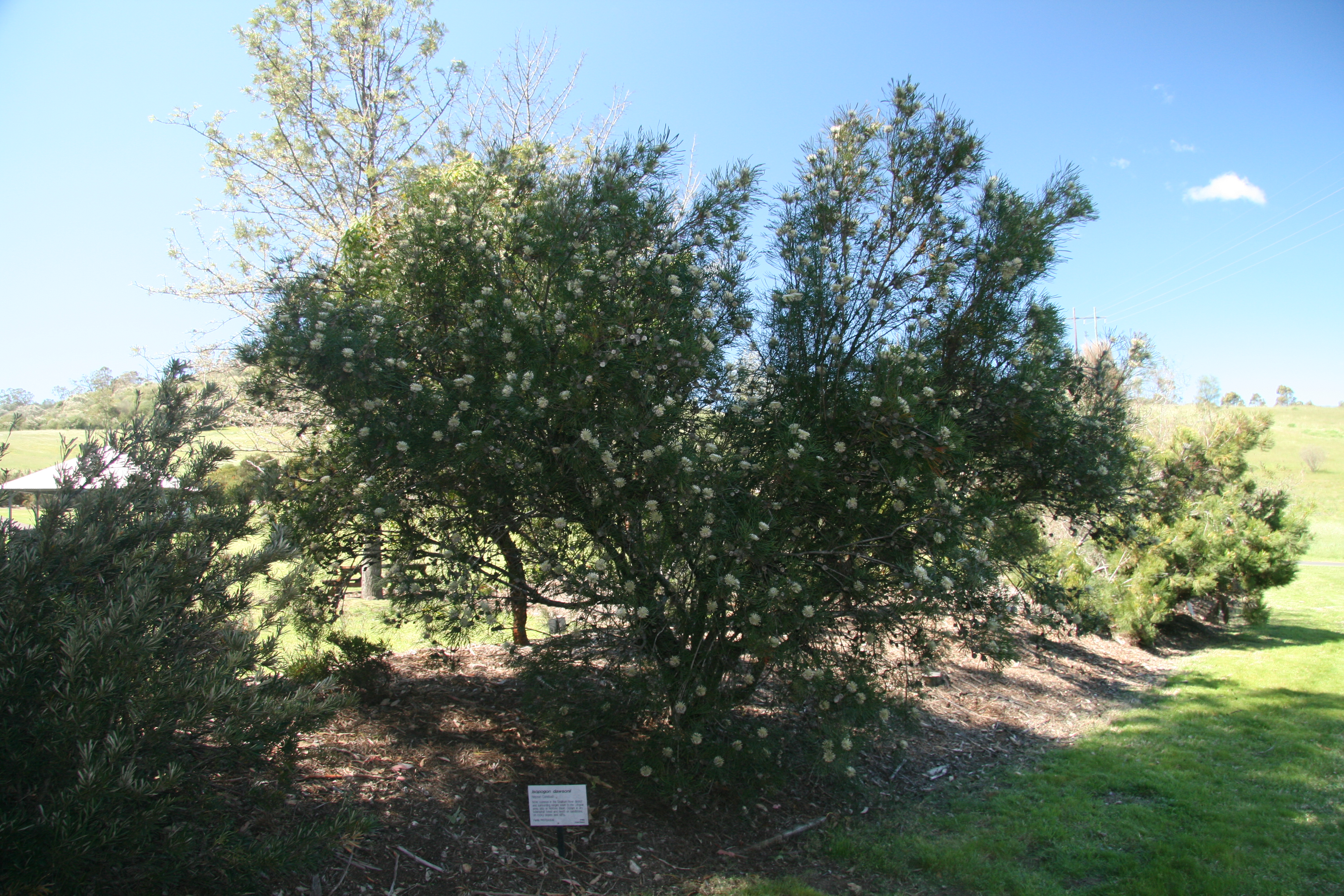
Общий вид
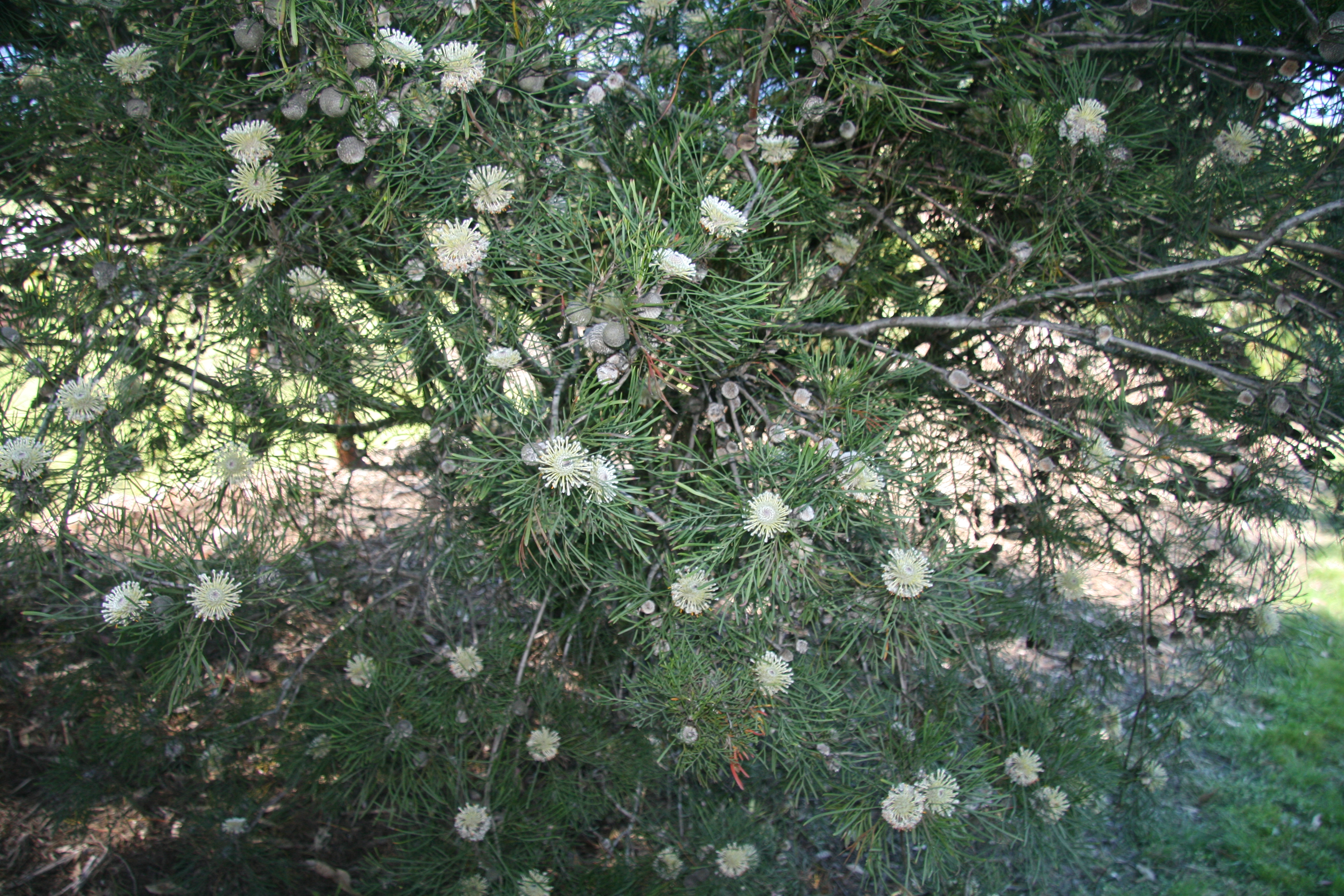
Цветущий кустарник
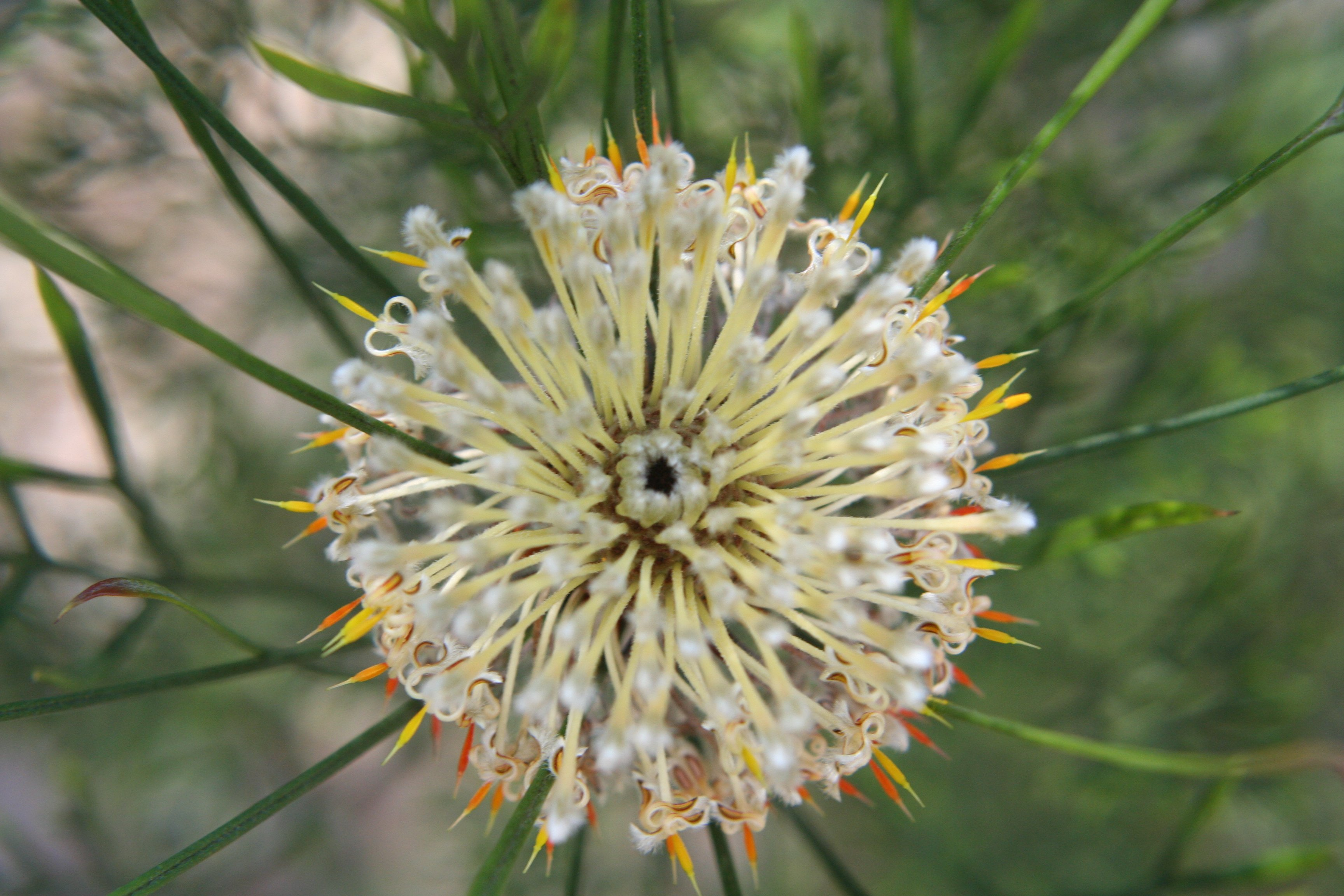
Соцветие
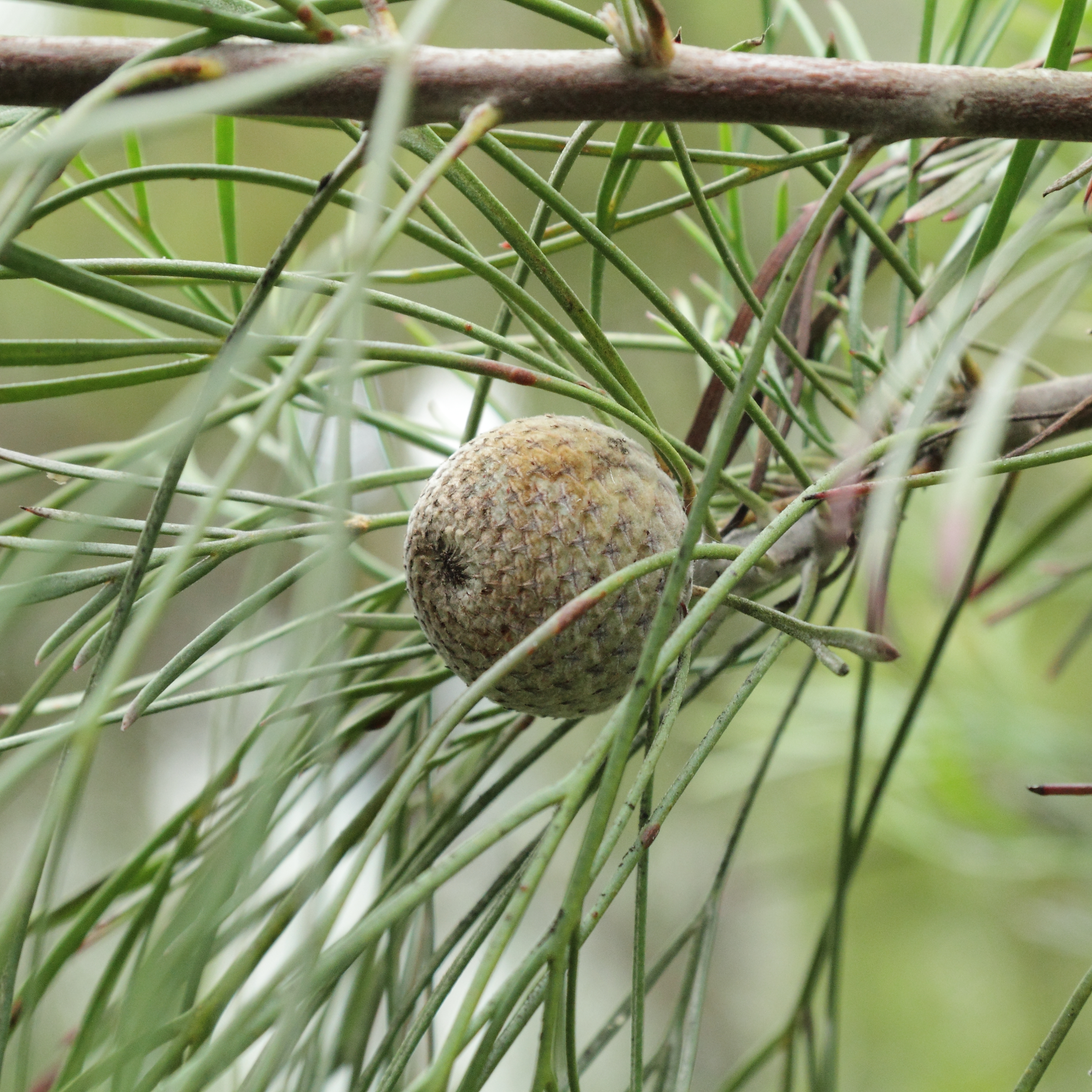
Плод

## Таксономия
Впервые этот вид был описан в 1895 году австралийским ботаником Ричардом Томасом Бейкером в Proceedings of the Linnean Society of New South Wales на основе неопубликованной рукописи Фердинанда фон Мюллера. Видовое название — в честь ботаника-любителя из Нового Южного Уэльса Джеймса Доусона (1854—1937) из Рилстоуна.

## Распространение и местообитание
I. dawsonii — эндемик Австралии. Встречается на песчаниковых склонах и у краёв обрывов на пустошах и сухих склерофитовых лесах в долинах рек Гоулберн и Непин, на Центральном побережье, Центральных плоскогорьях и западных склонах вплоть до Литгоу в Новом Южном Уэльсе.

## Культивирование
Этот вид используется в садоводстве. Его выращивают из семян или черенков. Он растёт в различных условиях, устойчив к засухе и морозам, вид также использовался в качестве подвоя для некоторых западно-австралийских видов изопогонов.

## Охранный статус
Международный союз охраны природы классифицирует природоохранный статус вида как «вызывающий наименьшие опасения».